# Sociedade Recreativa Auriflama
A Sociedade Recreativa Auriflama é um clube brasileiro de futebol da cidade de Auriflama, no estado de São Paulo.
Fundada em 12 de outubro de 1955, tem como suas cores o amarelo e o preto e participou nove vezes das divisões menores do Campeonato Paulista de Futebol.
Após muitos anos afastada do futebol profissional, retornou às suas atividades em 2016, onde participou da 1ª Taça Paulista, organizada pela Liga de Futebol Paulista.

## Participações em estaduais
Profissional
- Campeonato Paulista da Terceira Divisão: 1962[1] e 1986[1].